# Casca d'Anta

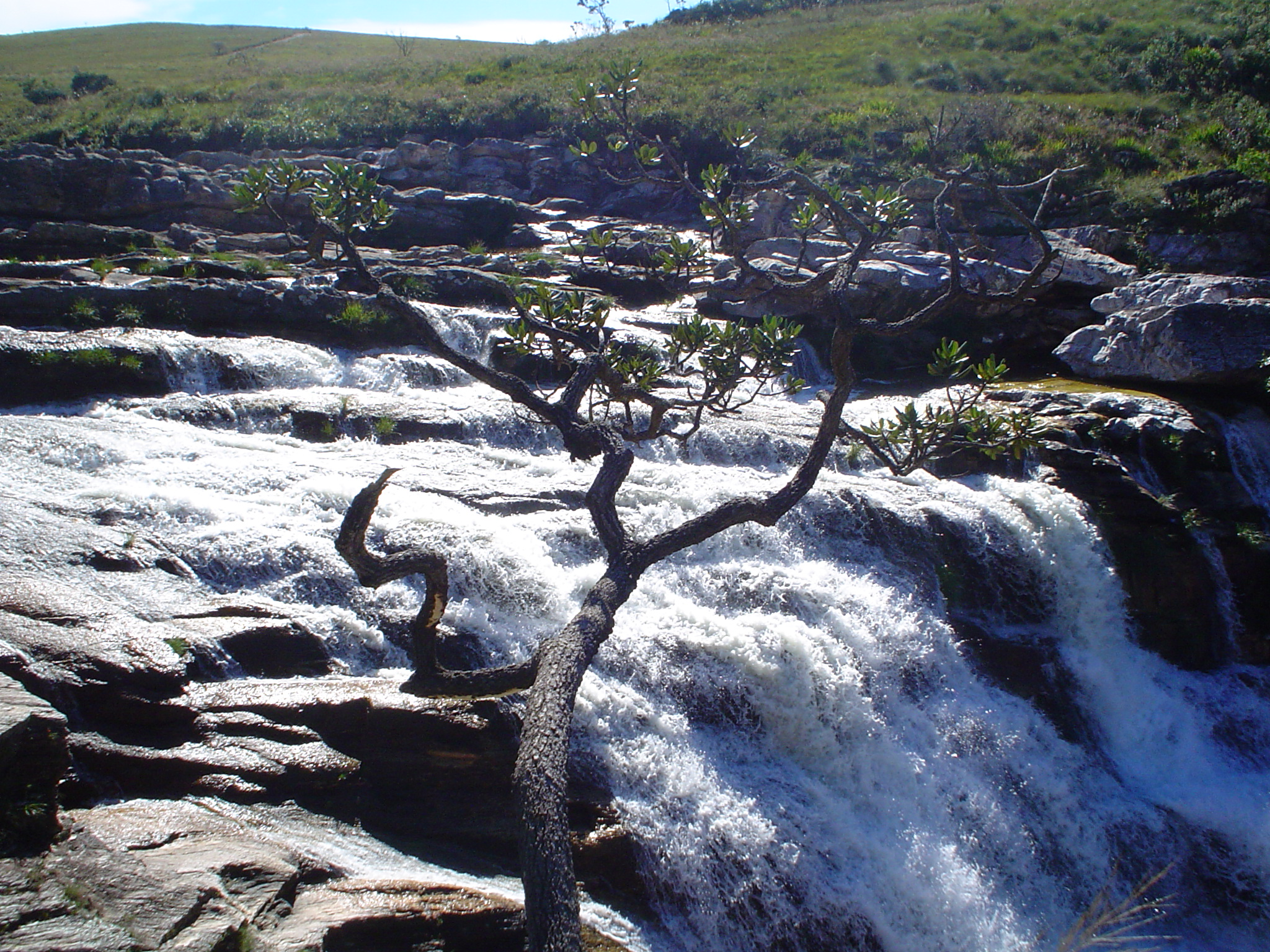
Bovenkant van de waterval.

De Casca d'Anta is een waterval in de Braziliaanse deelstaat Minas Gerais. Het is de eerste grote waterval in de rivier São Francisco. De waterval ligt 14 km stroomafwaarts van de bron van de rivier.
De Casca d'Anta heeft een hoogte van ca 186 meter. Het is hiermee ook de hoogste waterval van de São Francisco. Het water valt vanaf een scherpe natuurlijke bergkam die 330 meter boven de zeespiegel ligt.
De waterval kreeg haar naam doordat hier tapirs (anta) rondliepen. Als zij zich verwondden wreven zij zich tegen de bast (casca) van de boomsoort Drimys brasiliensis. Deze bast heeft een genezende werking die het littekenproces versnelt.
De Casca d'Anta is een van de belangrijkste attracties van het Nationaal park Serra da Canastra. Hij ligt in het district São José do Barreiro van de gemeente São Roque de Minas, op 38 kilometer van de hoofdplaats van de gemeente.
De waterval is te bereiken vanaf ingang 4 van het nationale park. De wandeling naar de onderkant van de waterval duurt 15 minuten, naar de bovenkant is het ongeveer anderhalf uur.
Het gebied rond de waterval is een belangrijk broedgebied voor de Braziliaanse zaagbek, een kritisch bedreigde eendensoort.
De regenperiode in dit gebied is van december tot februari, dan heeft de waterval het meeste water.